# Флаг Новосибирской области
Флаг Новосиби́рской области является официальным символом Новосибирской области Российской Федерации.

## Описание
Флаг Новосибирской области представляет собой прямоугольное полотнище, на котором изображены пять разновеликих полос красного, белого, синего, белого, зелёного цветов (от флагштока (древка) на лицевой и оборотной сторонах, или слева направо, если флаг размещается в развёрнутом виде).
Между красной и зелёной полосами изображены два чёрных соболя, держащих жёлтый каравай с солонкой. Под ними белые и синюю полосы пересекает горизонтальный узкий пояс, чёрный на белых полосах и белый на синей.
- Соотношение ширины полос к длине флага составляет соответственно 5:3:2:3:5
- Отношение ширины флага к длине — 2:3
- Соотношение ширины пояса к ширине флага составляет 1:80

На изначальном эскизе новосибирского художника Григория Кужелева вместо красной полосы предполагалась синяя. Синий цвет должен был символизировать реку Обь, белый — чистоту помыслов, зелёный — природные богатства. Красная полоса была добавлена по настоянию фракции КПРФ в Областном совете.

## Символика флага
Колористика и символическое значение флага взаимосвязаны с гербом области, историческими предпосылками и современным состоянием региональной геральдики. Белый, зелёный, красный и синий — являются основными цветами сибирской и новосибирской геральдики.
Белый цвет (серебро) — символ чистоты, преданности, веры, а также цвет суровой сибирской зимы.
Зелёный цвет — символ надежды, изобилия, возрождения, жизненных сил, олицетворяет щедрую новосибирскую землю, её природное многообразие и красоту.
Красный цвет — символ мужества, отваги, памяти о героизме новосибирцев, защищавших свою Родину.
Синий цвет — символизирует реку Обь и многочисленные озера и реки, занимающие почти треть территории области.
В центре флага размещён герб области, составленный и прорисованный с учётом базовых закономерностей классической геральдики и местных особенностей социального и культурного развития.